# Georgios Rallis

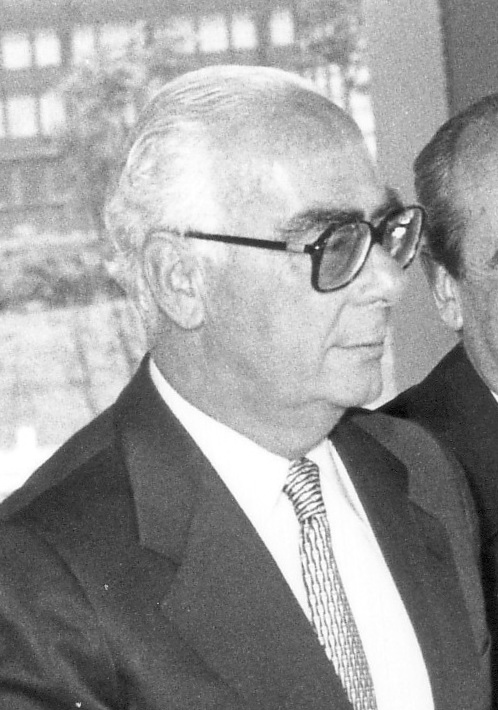
Georgios Rallis (1981)

Georgios Rallis (griechisch Γεώργιος Ράλλης; * 26. Dezember 1918 in Athen; † 15. März 2006) war ein griechischer Politiker. Er war vom 10. Mai 1980 bis zum 21. Oktober 1981 Premierminister Griechenlands.
Auch nach seiner Amtszeit erlangte Rallis als Elder Statesman parteiübergreifend hohe Popularität. 

## Leben

### Herkunft
Rallis entstammt einer alteingesessenen Familie, deren Wurzeln bis ins Byzantinische Reich zurückreichen. Sein Großvater Dimitrios Rallis (1844–1921) war fünfmal kurzzeitig griechischer Premierminister (1897, 1903, 1905, 1909 und 1921), sein Großvater mütterlicherseits Georgios Theotokis (1844–1916) viermal (1899–1901, 1903, 1903–1904 sowie 1905–1909). Auch sein Vater Ioannis Rallis war kurz Ministerpräsident, allerdings nicht demokratisch gewählt, sondern nur von der deutschen Besatzung aufgestellt.

### Laufbahn
Rallis gehörte der konservativen Partei an, wurde 1950 erstmals ins griechische Parlament gewählt und 1954 erstmals Minister in der Regierung von Alexandros Papagos. Er schloss sich der Ethniki Rizospastiki Enosis (Nationalradikale Union, ERE) von Konstantinos Karamanlis an und diente bis 1963 als Minister in dessen Regierung. Nach dem Militärputsch von 1967 wurde Rallis verhaftet und auf die Insel Kasos verbannt, nachdem er die Wiederherstellung der Demokratie gefordert hatte. Später erlaubte man ihm, das Land zu verlassen, und er blieb bis zur demokratischen Wende im Jahr 1974 im Exil.
Nach seiner Rückkehr wurde Rallis zunächst für kurze Zeit Innenminister, dann Minister im Amt des Ministerpräsidenten in der von Karamanlis geführten Regierung der nationalen Einheit. Er behielt dieses Amt auch nach den Wahlen am 17. November 1974 in der von Karamanlis gebildeten konservativen Regierung. Im Jahr 1976 übernahm Rallis zusätzlich das Bildungsministerium, das er bis Ende 1977 führte. Er leitete die Bildungsreform und setzte die Abschaffung der als künstlich empfundenen Katharevousa als Amtssprache sowie deren Ersatz durch die neugriechische Volkssprache Dimotiki durch. In der Ende 1977 neugebildeten Regierung, die wiederum von Karamanlis geführt wurde, hatte Rallis zunächst die Position eines Ministers für Koordinierung inne, bevor er 1978 Außenminister wurde. Er besuchte als erster griechischer Außenminister überhaupt die Sowjetunion und arbeitete an der Verbesserung der Beziehungen zu Bulgarien und Jugoslawien. Auch leitete er die Beitrittsverhandlungen mit der Europäischen Wirtschaftsgemeinschaft (EWG).
Als Karamanlis 1980 zurücktrat, wählten ihn die Delegierten von Nea Dimokratia zum neuen Parteivorsitzenden und Rallis übernahm das Amt des Premierministers. Während seiner kurzen Amtszeit trat Griechenland als zehnter Mitgliedsstaat der Europäischen Wirtschaftsgemeinschaft bei. Im darauf folgenden Jahr verlor er jedoch die Parlamentswahlen gegen den charismatischen Andreas Papandreou von der PASOK und trat als Parteivorsitzender zurück. Später hatte Rallis Meinungsverschiedenheiten mit seinem Nachfolger Konstantinos Mitsotakis und war einige Zeit lang parteiloser Parlamentarier.
Obwohl Rallis Premierminister geworden war, als seine Partei die Gunst der Wähler zu verlieren begann, blieb er aufgrund seiner Sachlichkeit und seiner Bescheidenheit auch über die Parteigrenzen populär. Er schrieb 14 Bücher über Politik und moderne griechische Geschichte und war Gast vieler Fernsehsendungen zur griechischen Geschichte. Am 15. März 2006 starb er an einer Herzkrankheit.